# Khuushuur
Khuushuur (“xуушуур”, em alfabeto cirílico) é a versão mongol dos chiburekki, pasteis de massa de farinha de trigo recheados com carne moída misturada com cebola, alho e outros condimentos, fritos em óleo. As variantes deste pastel são os “bansh”, preparados com a mesma massa e recheio, mas cozidos em água e sal; e os “buuz”, cozidos numa vaporeira; a forma e ornamentação dos pasteis também pode variar.
Tradicionalmente, a carne utilizada é de carneiro, uma vez que os mongois preferem carne gorda, mas qualquer tipo de carne pode ser usada, incluindo “borts”, ou carne seca e muitas vezes reduzida a pó. A carne é moída e misturada com cebola e alho finamente picados, misturada com água e temperada com sal, pimenta e alcaravia.
A massa é preparada misturando farinha e água até obter um preparado que se possa tender; forma-se uma bola e deixa-se descansar durante alguns minutos; cortam-se pedaços que se transformam em “chouriços” que, por sua vez, se cortam em pequenas rodelas, que se estendem em círculos de massa fina e se recheiam. Devem cortar-se apenas as rodelas que possam ser trabalhadas em pouco tempo, porque a massa quando começa a secar torna-se mais difícil de trabalhar. Existe ainda uma variedade de massa com levedura, que é utilizada para preparar os “mantuun buuz”.
Os khuushuur e bansh são normalmente dobrados na forma de um rissol, bem fechados para que o recheio não saia durante a fritura ou cozedura; já os buuz são geralmente fechados na forma de uma flor, deixando uma abertura no topo para deixar o vapor cozer bem o recheio.